# Waxwork - Benvenuti al museo delle cere
Waxwork - Benvenuti al museo delle cere (Waxwork) è un film horror del 1988 diretto da Anthony Hickox. Il film è stato distribuito in VHS con il titolo Illusione infernale e in DVD con il titolo Waxwork - Il museo delle cere è arrivato in città.

## Trama
In una piccola città statunitense apre un museo delle cere da un giorno all'altro. Il proprietario invita due studentesse universitarie, Sarah e China, a fare una visita quella notte con quattro ospiti a loro scelta. Le due ragazze scelgono Mark Loftmore, un ricco studente ribelle ed ex fidanzato di China, e tre altri compagni, Tony, Gemma, e James. James e Gemma si spaventano subito e rapidamente escono, mentre gli altri quattro entrano e vengono accolti da un maggiordomo e dal suo aiutante gigante che li introducono alla mostra. All'interno Tony lascia cadere il suo accendino davanti ad alcune statue di cera ambientate in un bosco, quindi supera il cordoncino per raccoglierlo e si trova proiettato all'interno di un'altra dimensione spazio-temporale, in un bosco reale dove viene aggredito da un lupo mannaro e muore trasformandosi in una delle statue di cera. Allo stesso modo, China si trova proiettata in un'altra realtà dove cade vittima del fascino ipnotico di un conte vampiro che alla fine le affonda i denti nel collo e la uccide.
Sarah resta invece affascinata dalla statua di cera del Marchese de Sade. Mentre è sul punto di essere proiettata nel mondo di De Sade, viene interrotta da Mark che è in cerca degli amici scomparsi. La stessa notte, il fidanzato di China, alla sua ricerca, si intrufola nel museo e finisce vittima del fantasma dell'Opera. Il giorno dopo, visto che Tony e China ancora non sono stati trovati, Mark contatta il detective Roberts, che accetta con riluttanza di dare un'occhiata al museo delle cere. Nel museo, Roberts è particolarmente attratto dalla scena di una tomba egizia e viene quasi spinto oltre il cordoncino dal proprietario. In seguito torna di nascosto al museo, dove prende un campione della faccia di China trasformata in statua di cera ma finisce tra le statue ambientate nella piramide egiziana nel cui mondo viene rinchiuso senza via di scampo in un sarcofago da una mummia.
Mark porta Sarah da Sir Wilfred, un amico del nonno di Mark su una sedia a rotelle, che spiega loro che lui e il nonno di Mark, un avventuriero benevolo, fecero il giro del mondo raccogliendo oggetti personali da "diciotto delle persone più malvagie che siano mai vissute" e che Lincoln, il proprietario del museo, aveva rubato gli artefatti e, avendo venduto la sua anima al diavolo, aveva intenzione di riportare i proprietari degli oggetti in vita attraverso la creazione di statue di cera nutrite dalle anime delle vittime. Se tutti e diciotto i personaggi avessero ottenuto un'anima da consumare, si sarebbe scatenata la fine del mondo, con i morti che sarebbero risorti e che avrebbero messo fine ad ogni forma di vita.
Nel tentativo di distruggere le statue e gli oggetti esposti, Sarah finisce nel mondo del marchese de Sade, mentre Mark, spinto dai due maggiordomi, in un mondo infestato dagli zombi. Mark riesce a salvarsi, a ritornare alla realtà e ad entrare nel mondo di De Sade per riportare indietro Sarah. Dopo essere tornati al mondo reale, Mark e Sarah tentano di fuggire ma vengono fermati davanti alla porta. Improvvisamente, Sir Wilfred e un gruppo di uomini arrivano e, nella battaglia che ne segue, diverse statue di cera vengono distrutte, e vengono uccisi i maggiordomi di Lincoln. Questi tenta di scappare, ma viene seguito da Mark. Il marchese de Sade, deciso a vendicarsi, segue Mark e lo sfida a duello di scherma, ma viene ucciso nella baraonda da Sarah che lo colpisce con un'ascia. Sir Wilfred spara a Lincoln che cade nella cera bollente e muore. Intanto scoppia un incendio, Sir Wilfred muore, mentre Mark e Sarah riescono a fuggire uscendo dal museo in fiamme, senza accorgersi che una mano proveniente dal mondo degli zombie, risultato di una mutilazione provocata da Mark ad uno dei mostri che ha affrontato in quella realtà alternativa, li ha seguiti scampando alle fiamme.

## Produzione
Il film fu prodotto dalla Vestron Pictures e girato nel 1987 a Los Angeles, in California. Fu diretto da Anthony Hickox, figlio del regista Douglas Hickox e interpretato da Zach Galligan (il protagonista dei due Gremlins), nel ruolo di Mark, e Deborah Foreman, nel ruolo di Sarah (ruolo poi interpretato nel seguito Waxwork 2 - Bentornati al museo delle cere da Monika Schnarre).

## Distribuzione
La pellicola poté contare su una distribuzione limitata negli Stati Uniti nel giugno del 1988. Incassò 808.114 dollari al box office. Fu poi pubblicato dalla Vestron Video lo stesso anno in VHS in due edizioni, di cui una vietata ai minori, vendendo oltre 150.000 unità per un guadagno lordo stimato di 20 milioni di dollari. Il film uscì in DVD nel 2003 distribuito da Lionsgate.

### Date di uscita
- 17 giugno 1988 negli Stati Uniti (Waxwork)
- 2 dicembre 1988 in Canada (Waxwork)
- gennaio 1989 in Francia (Waxwork; presentato all'Avoriaz International Fantasy Film Festival)

## Promozione
Le tagline sono:
- "Stop On By And Give Afterlife A Try".
- "More Fun Than a Barrel of Mummies".
- "you can step inside the hall of horrors - but dare you pay the price?"

## Critica
Secondo Rudy Salvagnini (Dizionario dei film horror) il film è innovativo perché può contare su vari episodi horror collegati tra loro in maniera funzionale, a differenza dei tanti film horror di generazioni precedenti in cui ogni episodio è una storia a sé, e su una regia briosa. La stessa scelta dell'ambientazione, un museo delle cere nel quale ci si può perdere ritrovandosi in altre dimensioni spazio-temporali, risulta innovativa e dona la suspense necessaria al plot. Il problema principale sarebbe il tono a tratti comico (ulteriormente sviluppato anche nel seguito Waxwork 2 - Bentornati al museo delle cere) che il regista ha voluto imprimere alla pellicola che non rende il film né particolarmente divertente, né particolarmente spaventoso. A questo difetto si aggiungono alcune scene particolarmente cruente che si staccano dall'impianto generale del film nonostante tendano a farlo risultare più incisivo sotto l'aspetto horror. L'interpretazione del "cattivo" David Warner, nel ruolo del sadico proprietario del museo che ha venduto l'anima al diavolo, si rivela particolarmente azzeccata mentre quella di Patrick Macnee nel ruolo di Sir Wilfred risulta "godibile".

## Riconoscimenti
- Festival internazionale del cinema fantastico di Bruxelles - 1989: Corvo d'Argento a Anthony Hickox

## Sequel
- Waxwork 2 - Bentornati al museo delle cere (Waxwork II: Lost in Time) del 1991, diretto ancora da Anthony Hickox.